# Kolë Thaçi
Kolë Thaçi (Shkodra, 1886. december 2. – Shkodra, 1941. július 17.) albán politikus, a két világháború közötti időszakban összesen csaknem hat éven át volt Albánia különböző kormányainak pénzügyminisztere (1921–1924, 1930–1931, 1936–1939).

## Életútja
Az észak-albániai Shkodra városában született. A helyi jezsuiták Xavéri Szent Ferenc Kollégiumának elvégzése után, 1903-tól 1910-ig az alsóbb osztályokat tanította alma materében. 1912–1913-ban – az első Balkán-háborúval, Shkodra montenegrói ostromával párhuzamosan – a városi vámhivatal titkári feladatait látta el. Később elhagyta szülővárosát, csak 1916 januárjában, az Észak-Albániát elfoglaló Osztrák–Magyar Monarchia csapataival együtt tért vissza, és lett újra vámhivatali titkár. 1917. augusztus 18-án a vámhivatal igazgatójává nevezték ki, 1918. május 23-án pedig az osztrák–magyar közigazgatásban kapott állást. Az első világháború lezárulását követően, 1918. december 1-jétől 1920. január 31-éig igazgatóként ismét a shkodrai vámhivatal munkáját irányította.
1920-tól 1923-ig a nemzetgyűlés tagja volt, ekkor kezdődött meg politikai pályafutása. Első ízben 1921 végén Pandeli Evangjeli koalíciós kormányában váltotta Ahmet Daklit a bársonyszékben, majd 1921. december 24-étől 1924. február 25-éig a Xhafer Ypi és Amet Zogu vezette, egymást követő kormányok pénzügyminisztere volt. 1924. január 20-án albán részről Thaçi írta alá azt az első olasz–albán kereskedelmi és tengerhajózási szerződést, amelyben először jelent meg az az explicit kitétel, hogy Olaszország Albánia első számú partnere, és amely megnyitotta az elkövetkező másfél évtizedben egymást követő, az olaszok albániai hegemóniáját biztosító államközi egyezmények sorát. 1928 és 1930 között a pénzügyminisztérium ellenőrző tanácsának elnöki tisztségét viselte. Pandeli Evangjeli 1930. március 6-án megalakított második kormányában ismét pénzügyminiszter lehetett 1931. április 11-éig, legvégül pedig Koço Kota 1936. november 9-e és 1939. április 7-e között működő kormányában vezethette a tárcát. Ezzel párhuzamosan 1937 és 1939 között másodszor is parlamenti képviselő volt.
Miután Olaszország 1939 áprilisában megszállta Albániát, Thaçi – szemben az országból elmenekült miniszter- és politikustársaival – az országban maradt. Shkodrában halt meg ötvennégy éves korában.